# The Star (phim truyền hình)
The Star (tiếng Thái: เดอะสตาร์ ค้นฟ้าคว้าดาว) là một chương trình truyền hình thực tế về cuộc thi ca hát tại Thái Lan do hãng Exact và công ty GMM Grammy và được công chiếu trên đài Modernine TV. Chương trình phát sóng từ ngày 07/10/2003. Nhiều thí sinh đạt danh hiệu quán quân, á quân của cuộc thi này vẫn đang trên đà phát triển sự nghiệp của mình điển hình là Sukrit Wisedkaew - á quân mùa 3 là một trong những thí sinh thành công nhất xuyên suốt sự nghiệp. Ngoài ra còn có: Gam Wichayanee, Gun Napat, Tono Pakin, Grand The Star, Toomtam Yuttana, Kangsom Tatatat, NEW JIEW, Dome Jaruwat, Kangkorn Vorakorn.... Sau năm năm tạm ngừng tổ chức, mùa 13 tên gọi mới The Star Idol (2021).

## Thể lệ cuộc thi
Cuộc thi được tuyển chọn trên nhiều khu vực đất nước Thái Lan thành bốn khu vực: Phía Đông & Trung, Phía Bắc, Phía Nam, Vùng Isan. Các giám khảo bao gồm (từ mùa 1-11): Phech Mar, Sutheesak Pakdeetewa, và Ornapha Krisadee. Cuộc tuyển chọn khu vực sẽ xác định top 8 chung cuộc sẽ được trình diễn vòng Liveshow.
Top 8 được có cơ hội trình diễn trên sân khấu lớn có khán giả. Số điểm mỗi đêm thi được chia thành hai phần: điểm dành cho khu vực khán giả trực tiếp trong đêm Liveshow chiếm 10% và 90% theo khán giả xem đài qua tin nhắn SMS, sẽ được tiến hành trong đêm Liveshow đó. Khi thí sinh kết thúc trình diễn, MC sẽ tổng kết số vote cao và thấp nhất. Thí sinh có số vote thấp nhất sẽ phải thể hiện ca khúc chia tay trước khi bị loại. Mỗi tuần đều diễn ra một thí sinh bị loại. Người chiến thắng chung cuộc sẽ có cơ hội ký hợp đồng và trở thành nghệ sĩ cho hãng GMM Grammy hoặc có cơ hội đóng phim cho đài Exact (CH5 / One31).

## Dẫn chương trình và giám khảo

### Dẫn chương trình
| Dẫn chương trình         | 1 | 2 | 3 | 4 | 5 | 6 | 7 | 8 | 9        | 10 | 11 | 12 | 13 |
| ------------------------ | - | - | - | - | - | - | - | - | -------- | -- | -- | -- | -- |
| Pakhachon Woonsri        |   |   |   |   |   |   |   |   |          |    |    |    |    |
| Ekkachai Euasangkomsert  |   |   |   |   |   |   |   |   |          |    |    |    |    |
| Warawut Poyim            |   |   |   |   |   |   |   |   | Thí sinh |    |    |    |    |
| Panomkorn Tangtatswas    |   |   |   |   |   |   |   |   |          |    |    |    |    |
| Nobporn Kamtornjarean    |   |   |   |   |   |   |   |   |          |    |    |    |    |
| Natthaweeranuch Thongmee |   |   |   |   |   |   |   |   |          |    |    |    |    |
| Perawat Sangpotirat      |   |   |   |   |   |   |   |   |          |    |    |    |    |

### Ban giám khảo
| Ban giám khảo        | 1 | 2 | 3 | 4 | 5 | 6 | 7 | 8 | 9 | 10 | 11 | 12 | 13 |
| -------------------- | - | - | - | - | - | - | - | - | - | -- | -- | -- | -- |
| Phech Mar            |   |   |   |   |   |   |   |   |   |    |    |    |    |
| Sutheesak Pakdeetewa |   |   |   |   |   |   |   |   |   |    |    |    |    |
| Ornapha Krisadee     |   |   |   |   |   |   |   |   |   |    |    |    |    |
| Pongsak Rattanapong  |   |   |   |   |   |   |   |   |   |    |    |    |    |
| Metinee Kingpayom    |   |   |   |   |   |   |   |   |   |    |    |    |    |
| Yuttana Boon-om      |   |   |   |   |   |   |   |   |   |    |    |    |    |
| Tanont Chumroen      |   |   |   |   |   |   |   |   |   |    |    |    |    |
| Noppasin Sangsuwan   |   |   |   |   |   |   |   |   |   |    |    |    |    |
| Lydia Sarunrat Deane |   |   |   |   |   |   |   |   |   |    |    |    |    |
| Songyos Sugmakanan   |   |   |   |   |   |   |   |   |   |    |    |    |    |

## Người chiến thắng và á quân cuộc thi
| Mùa | Quán quân   | Quán quân               | Á quân      | Á quân                         | Đêm chung kết |
| Mùa | Số báo danh | Thí sinh                | Số bao danh | Thí sinh                       | Đêm chung kết |
| --- | ----------- | ----------------------- | ----------- | ------------------------------ | ------------- |
| 1   | 4           | Sonthaya Chidmanee      | 6           | Piyanut Suajongpu              | 20/01/2004    |
| 2   | 5           | Attapon Prakobkong      | 8           | Ronnawee Serirat               | 31/10/2004    |
| 3   | 4           | Arnattapon Sirichumsang | 8           | Sukrit Wisedkaew               | 30/04/2006    |
| 4   | 4           | Wichayanee Pearklin     | 8           | Suparuj Taechatanont           | 27/04/2008    |
| 5   | 4           | Singharat Chanpakdee    | 5           | Pongsatorn Supinyo             | 03/05/2009    |
| 6   | 3           | Napat Injaiuea          | 8           | Rungrit Siriphanich            | 02/05/2010    |
| 7   | 1           | Yuthana Puengklarng     | 6           | Note Panayanggool              | 01/05/2011    |
| 8   | 1           | Jaruwat Cheawaram       | 8           | Tanatat Chaiyaat               | 29/04/2012    |
| 9   | 8           | Warawut Poyim           | 2           | Korakot Tunkaew                | 28/04/2013    |
| 10  | 3           | Vorakorn Sirisorn       | 1           | Teera Janyasirigoon            | 27/04/2014    |
| 11  | 5           | Radabdaw Srirawong      | 6           | Linpitta Jindapu               | 26/05/2015    |
| 12  | 8           | Kritsada Jandee         | 3           | Pornchanok Liankattawa         | 22/05/2016    |
| 13  | 7           | Saharat Tiampan         | 4           | Phongratchata Chaisiwamongkhol | 05/12/2021    |

     Nam
     Nữ

## Theo khu vực
| Thứ hạng | Thành phố    | Quán quân The Star | Á quân | Top 3 | Top 4 | Top 5 | Tổng cộng |
| -------- | ------------ | ------------------ | ------ | ----- | ----- | ----- | --------- |
| 1        | Chiang Mai   | 2                  | 5      | 0     | 3     | 2     | 12        |
| 2        | Bangkok      | 2                  | 2      | 5     | 4     | 4     | 16        |
| 3        | Phuket       | 2                  | 0      | 0     | 0     | 1     | 3         |
| 4        | Udon Thani   | 2                  | 0      | 0     | 0     | 0     | 2         |
| 5        | Khon Kaen    | 1                  | 1      | 1     | 0     | 0     | 3         |
| 6        | Songkhla     | 1                  | 0      | 0     | 0     | 1     | 2         |
| 7        | Nakhon Sawan | 1                  | 0      | 0     | 0     | 0     | 1         |
| 7        | Ratchaburi   | 1                  | 0      | 0     | 0     | 0     | 1         |
| 7        | Suphan Buri  | 1                  | 0      | 0     | 0     | 0     | 1         |

## Quán quân theo khu vực
| Khu vực Thái Lan | Số lần | Năm chiến thắng        |
| ---------------- | ------ | ---------------------- |
| Trung & Đông     | 4      | 2010, 2011, 2014, 2021 |
| Nam              | 4      | 2003, 2008, 2012, 2013 |
| Isan             | 3      | 2006, 2009, 2015       |
| Bắc              | 2      | 2004, 2016             |

## Mùa 1 (2003)

### Bảng thứ tự loại
| Số báo danh | Tên thí sinh                  | Vòng | Vòng | Vòng | Vòng | Vòng | Vòng | Vòng | Thứ hạng                              |
| Số báo danh | Tên thí sinh                  | 1    | 2    | 3    | 4    | 5    | 6    | 7    | Thứ hạng                              |
| ----------- | ----------------------------- | ---- | ---- | ---- | ---- | ---- | ---- | ---- | ------------------------------------- |
| *4          | Son - Sonthaya Chidmanee      | 26   | 37   | 27   | 19   | 48   | 42   | 51   | Winner                                |
| *6          | Jiew - Piyanut Suajongpu      | 36   | 25   | 28   | 9    | 19   | 46   | 49   | Runner-up                             |
| *2          | Biew - Pongpipat Kongnak      | 13   | 9    | 20   | 9    | 8    | 12   |      | Eliminated Round 6 Slow and Fast Song |
| *8          | New - Napassorn Putornjai     | 12   | 9    | 9    | 56   | 25   |      |      | Eliminated Round 5 Acoustic Song      |
| *3          | Bell - Karnpriya Wutisingchai | 0    | 8    | 6    | 7    |      |      |      | Eliminated Round 4 Country Song       |
| *1          | Nat - Yoot Boriboon           | 1    | 9    | 10   |      |      |      |      | Eliminated Round 3 Rock Song          |
| *7          | Koy - Kannika Somsuparp       | 9    | 3    |      |      |      |      |      | Eliminated Round 2 Fast Song          |
| *5          | Bump - Narongklod Naprasert   | 3    |      |      |      |      |      |      | Eliminated Round 1 Slow Song          |

     Nam
     Nữ

## Mùa 2 (2004)

### Bảng thứ tự loại
| Số báo danh | Tên thí sinh                  | Vòng | Vòng | Vòng | Vòng | Vòng | Vòng | Vòng | Thứ hạng                                   |
| Số báo danh | Tên thí sinh                  | 1    | 2    | 3    | 4    | 5    | 6    | 7    | Thứ hạng                                   |
| ----------- | ----------------------------- | ---- | ---- | ---- | ---- | ---- | ---- | ---- | ------------------------------------------ |
| *5          | M - Attapon Prakobkong        | 30   | 17   | 14   | 29   | 50   | 45   | 52   | Winner                                     |
| *8          | Nick - Ronnawee Serirat       | 28   | 26   | 26   | 12   | 22   | 37   | 48   | Runner-Up                                  |
| *4          | Pete - Pol Nopvichai          | 10   | 6    | 7    | 8    | 10   | 18   |      | Eliminated Round 6 Mini Concert 20 Minutes |
| *2          | Earn - Surattikarn Pakcharuen | 14   | 21   | 30   | 33   | 18   |      |      | Eliminated Round 5 Acoustic and Duet Song  |
| *1          | Baitoey - Pimpan Janudom      | 7    | 11   | 10   | 18   |      |      |      | Eliminated Round 4 Rock Song               |
| *7          | Us - Chananya Tangboonjit     | 4    | 10   | 13   |      |      |      |      | Eliminated Round 3 Country Song            |
| *3          | Palm - Teewara Pawaprom       | 6    | 5    |      |      |      |      |      | Eliminated Round 2 Dance Song              |
| *6          | Nong - Natnalee Suraplanun    | 1    |      |      |      |      |      |      | Eliminated Round 1 Slow Song               |

     Nam
     Nữ

## Mùa 3 (2006)

### Bảng thứ tự loại
| Số báo danh | Tên thí sinh                 | Vòng | Vòng | Vòng | Vòng | Vòng | Vòng | Vòng | Thứ hạng                                   |
| Số báo danh | Tên thí sinh                 | 1    | 2    | 3    | 4    | 5    | 6    | 7    | Thứ hạng                                   |
| ----------- | ---------------------------- | ---- | ---- | ---- | ---- | ---- | ---- | ---- | ------------------------------------------ |
| *4          | R - Arnattapon Sirichumsang  | 11   | 31   | 16   | 46   | 35   | 51   | 76   | Winner                                     |
| *8          | Bie - Sukrit Wisedkaew       | 7    | 8    | 6    | 4    | 15   | 31   | 24   | Runner-up                                  |
| *1          | Mew - Preechaya Pinmuangngam | 7    | 17   | 19   | 22   | 34   | 18   |      | Eliminated Round 6 Mini Concert 20 Minutes |
| *6          | Aue - Aueaarthorn Juntawee   | 24   | 8    | 22   | 23   | 16   |      |      | Eliminated Round 5 Bird Thongchai's Song   |
| *3          | Pol - Ampol Juntanoy         | 10   | 18   | 26   | 5    |      |      |      | Eliminated Round 4 Rock Song               |
| *5          | Ju - Sirinapa Anektanarojkul | 14   | 9    | 11   |      |      |      |      | Eliminated Round 3 Country Song            |
| *7          | NookNick-Thitinan Suksom     | 15   | 9    |      |      |      |      |      | Eliminated Round 2 Dance Song              |
| *2          | Looktarn-Wanticha Tichinpong | 12   |      |      |      |      |      |      | Eliminated Round 1 Slow Song               |

     Nam
     Nữ

## Mùa 4 (2008)

### Bảng thứ tự loại
| Số báo danh | Tên thí sinh                 | Vòng | Vòng | Vòng | Vòng | Vòng | Vòng | Vòng | Thứ hạng                                         |
| Số báo danh | Tên thí sinh                 | 1    | 2    | 3    | 4    | 5    | 6    | 7    | Thứ hạng                                         |
| ----------- | ---------------------------- | ---- | ---- | ---- | ---- | ---- | ---- | ---- | ------------------------------------------------ |
| *4          | Gam - Wichayanee Pearklin    | 39   | 16   | 9    | 27   | 42   | 44   | 60   | Winner                                           |
| *8          | Ruj - Suparuj Taechatanont   | 20   | 21   | 17   | 21   | 18   | 42   | 40   | Runner-up                                        |
| *1          | Ton - Chayathorn Setthajinda | 8    | 18   | 28   | 18   | 27   | 14   |      | Eliminated Round 6 Mini Concert                  |
| *5          | Dew - Alongkorn Tonnongdu    | 3    | 12   | 15   | 16   | 13   |      |      | Eliminated Round 5 The Star's Song and Duet Song |
| *6          | May - Paweesuda Chunkes      | 11   | 14   | 22   | 18   |      |      |      | Eliminated Round 4 Pop Slow and Pop Dance        |
| *3          | Max - Jirayuth Kanthayoth    | 8    | 15   | 9    |      |      |      |      | Eliminated Round 3 Rock Song                     |
| *7          | Pang - Nutnicha Tipyamonton  | 4    | 4    |      |      |      |      |      | Eliminated Round 2 Country Song                  |
| *2          | Pat - Pornpat Korkiattrakul  | 7    |      |      |      |      |      |      | Eliminated Round 1 Your Style                    |

     Nam
     Nữ

## Mùa 5 (2009)

### Bảng thứ tự loại
| Số báo danh | Tên thí sinh                     | Vòng | Vòng | Vòng | Vòng | Vòng | Vòng | Vòng | Thứ hạng                                         |
| Số báo danh | Tên thí sinh                     | 1    | 2    | 3    | 4    | 5    | 6    | 7    | Thứ hạng                                         |
| ----------- | -------------------------------- | ---- | ---- | ---- | ---- | ---- | ---- | ---- | ------------------------------------------------ |
| *4          | Singto - Singharat Chanpakdee    | 8    | 11   | 23   | 13   | 25   | 57   | 53   | Winner                                           |
| *5          | Dew - Pongsatorn Supinyo         | 36   | 37   | 29   | 40   | 20   | 34   | 47   | Runner-up                                        |
| *2          | Fluke - Pachara Tammol           | 3    | 6    | 13   | 10   | 33   | 9    |      | Eliminated Round 6 Mini Concert                  |
| *8          | Ging - Muenpair Panabut          | 19   | 17   | 13   | 11   | 22   |      |      | Eliminated Round 5 The Star's Song and Duet Song |
| *3          | Grand - Punwarot Duaysienklao    | 3    | 8    | 18   | 26   |      |      |      | Eliminated Round 4 Pop Slow and Pop Dance        |
| *6          | Nut -Nuttamon Kritsanakupt       | 7    | 11   | 4    |      |      |      |      | Eliminated Round 3 Country Song                  |
| *1          | Namtarn - Butsarun Tongchiew (†) | 3    | 10   |      |      |      |      |      | Eliminated Round 2 Rock Song                     |
| *7          | So - Solos Assawalarbsakul       | 21   |      |      |      |      |      |      | Eliminated Round 1 Your Style                    |

     Nam
     Nữ

## Mùa 6 (2010)

### Bảng thứ tự loại
| Số báo danh | Tên thí sinh                       | Vòng | Vòng | Vòng | Vòng | Vòng | Vòng | Vòng | Thứ hạng                                         |
| Số báo danh | Tên thí sinh                       | 1    | 2    | 3    | 4    | 5    | 6    | 7    | Thứ hạng                                         |
| ----------- | ---------------------------------- | ---- | ---- | ---- | ---- | ---- | ---- | ---- | ------------------------------------------------ |
| *3          | Gun - Napat Injaiuea               | 18   | 15   | 25   | 28   | 47   | 41   | 58   | Winner                                           |
| *8          | Rit - Rueangrit Siriphanich        | 18   | 11   | 11   | 32   | 25   | 36   | 42   | Runner-Up                                        |
| *6          | Tono - Phakin Khamwilaisak         | 25   | 19   | 19   | 2    | 23   | 23   |      | Eliminated Round 6 Mini Concert                  |
| *5          | Zen - Patiphan Lowsathian          | 11   | 9    | 19   | 28   | 5    |      |      | Eliminated Round 5 The Star's Song and Duet Song |
| *1          | Kate - Chinapak Piaklin            | 11   | 16   | 18   | 10   |      |      |      | Eliminated Round 4 Pop Slow and Pop Dance        |
| *7          | Grace - Navakotchamon Chunkrongtum | 8    | 16   | 8    |      |      |      |      | Eliminated Round 3 Country Song                  |
| *2          | Ice - Nattapat Tananonkittiyot     | 4    | 14   |      |      |      |      |      | Eliminated Round 2 Rock Song                     |
| *4          | Geng - Wayo Assawarungruang        | 5    |      |      |      |      |      |      | Eliminated Round 1 2010 Hits                     |

     Nam
     Nữ

## Mùa 7 (2011)

### Bảng thứ tự loại
| Số báo danh | Tên thí sinh                     | Vòng | Vòng | Vòng | Vòng | Vòng | Vòng | Vòng | Thứ hạng                                         |
| Số báo danh | Tên thí sinh                     | 1    | 2    | 3    | 4    | 5    | 6    | 7    | Thứ hạng                                         |
| ----------- | -------------------------------- | ---- | ---- | ---- | ---- | ---- | ---- | ---- | ------------------------------------------------ |
| *1          | Toomtam - Yuthana Puengklarng    | 5    | 11   | 35   | 11   | 14   | 20   | 28   | Winner                                           |
| *6          | Note - Note Panayangool          | 32   | 14   | 16   | 18   | 37   | 51   | 72   | Runner-Up                                        |
| *5          | Amp - Siripong Chusaksakulwiboon | 7    | 16   | 24   | 53   | 16   | 29   |      | Eliminated Round 6 Mini Concert                  |
| *3          | Kwang - Gorawan Suttiwong        | 16   | 28   | 4    | 16   | 33   |      |      | Eliminated Round 5 Musical and Duet Song         |
| *8          | Nes - Yuttana Kanil              | 13   | 8    | 11   | 2    |      |      |      | Eliminated Round 4 The Star's Song and Pop Dance |
| *4          | Silvy - Pavida Moriggi           | 13   | 19   | 10   |      |      |      |      | Eliminated Round 3 Country Song                  |
| *7          | Apple - Aidanik Intarasut        | 3    | 4    |      |      |      |      |      | Eliminated Round 2 Old Song                      |
| *2          | Junior - Kornrawich Sungkitbool  | 11   |      |      |      |      |      |      | Eliminated Round 1 2011 Hits                     |

     Nam
     Nữ

## Mùa 8 (2012)

### Bảng thứ tự loại
| Số báo danh | Tên thí sinh                 | Vòng | Vòng | Vòng | Vòng | Vòng | Vòng | Vòng | Thứ hạng                                  |
| Số báo danh | Tên thí sinh                 | 1    | 2    | 3    | 4    | 5    | 6    | 7    | Thứ hạng                                  |
| ----------- | ---------------------------- | ---- | ---- | ---- | ---- | ---- | ---- | ---- | ----------------------------------------- |
| *1          | Dome - Jaruwat Cheawaram     | 16   | 25   | 19   | 44   | 33   | 14   | 71   | Winner                                    |
| *8          | Kangsom - Tanatat Chaiyaat   | 25   | 23   | 9    | 8    | 25   | 23   | 29   | Runner-Up                                 |
| *2          | Hunz - Isariya Phataramanop  | 17   | 23   | 21   | 13   | 18   | 63   |      | Eliminated Round 6 Mini Concert           |
| *4          | Can - Atirut Kittipattana    | 6    | 16   | 43   | 27   | 24   |      |      | Eliminated Round 5 Musical and Rock Song  |
| *6          | Smile - Soraya Thitawachira  | 7    | 2    | 4    | 8    |      |      |      | Eliminated Round 4 The Star Song and Duet |
| *5          | Stop - Warittha Chaturapush  | 5    | 7    | 4    |      |      |      |      | Eliminated Round 3 Country Song           |
| *7          | Hut - Jiravich Pongpaijit    | 16   | 4    |      |      |      |      |      | Eliminated Round 2 Dance Song             |
| *3          | Frame - Supakchaya Sukbaiyen | 8    |      |      |      |      |      |      | Eliminated Round 1 2012 Hits              |

     Nam
     Nữ

## Mùa 9 (2013)

### Bảng thứ tự loại
| Số báo danh | Tên thí sinh                            | Vòng | Vòng | Vòng | Vòng | Vòng | Vòng | Vòng | Thứ hạng                     |
| Số báo danh | Tên thí sinh                            | 1    | 2    | 3    | 4    | 5    | 6    | 7    | Thứ hạng                     |
| ----------- | --------------------------------------- | ---- | ---- | ---- | ---- | ---- | ---- | ---- | ---------------------------- |
| *8          | Tum - Warawut Poyim                     | 56   | 19   | 56   | 5    | 33   | 60   | 57   | Winner                       |
| *2          | Aon - Korakot Tunkaew                   | 8    | 10   | 21   | 23   | 19   | 22   | 43   | Runner-up                    |
| *1          | Dee - Delilian Alford                   | 3    | 36   | 11   | 57   | 39   | 18   |      | 15-minute Mini Concert       |
| *5          | Bambi - Sirinsopit Pachimsawat          | 1    | 2    | 2    | 3    | 9    |      |      | Dance and Duets with artists |
| *3          | Boon - Tanyaboon Wongwasin              | 0    | 18   | 2    | 3    |      |      |      | OST. and Musical             |
| *7          | Dew - Nattapong Promsing                | 13   | 8    | 8    | 9    |      |      |      | OST. and Musical             |
| *4          | Chris - Christopher Jonathan Roy Chaafe | 12   | 7    |      |      |      |      |      | Rock                         |
| *6          | Cherreen - Nutjaree Horvejkul           | 7    |      |      |      |      |      |      | 2012 - 2013 Hits             |

     Nam
     Nữ

## Mùa 10 (2014)

### Bảng thứ tự loại
| Số báo danh | Tên thí sinh                        | Vòng | Vòng | Vòng | Vòng | Vòng | Vòng | Vòng | Thứ hạng                             |
| Số báo danh | Tên thí sinh                        | 1    | 2    | 3    | 4    | 5    | 6    | 7    | Thứ hạng                             |
| ----------- | ----------------------------------- | ---- | ---- | ---- | ---- | ---- | ---- | ---- | ------------------------------------ |
| *3          | Kang - Vorakorn Sirisorn            | 9    | 23   | 12   | 11   | 30   | 25   | 29   | Winner                               |
| *1          | Tae - Teera Janyasirigoon           | 3    | 21   | 30   | 7    | 25   | 54   | 71   | Runner-up                            |
| *5          | CD - Guntee Pitithan                | 15   | 12   | 3    | 5    | 9    | 21   |      | 15-minute Mini Concert               |
| *8          | Mook - Nutnicha Chomdee             | 10   | 4    | 12   | 60   | 36   |      |      | OST., Musical and Duets with artists |
| *2          | Tum - Suton Boosarmsai              | 9    | 14   | 19   | 17   |      |      |      | Pop & Dance                          |
| *4          | Amen - Amen Sotthibandhu Komeluecha | 15   | 4    | 24   |      |      |      |      | Retro Song                           |
| *6          | Natt - Nattawadee Dokkathin         | 38   | 22   |      |      |      |      |      | Thai Folk                            |
| *7          | Bew - Shananya Sandej               | 1    |      |      |      |      |      |      | Hits Song                            |

     Nam
     Nữ

## Mùa 11 (2015)

### Bảng thứ tự loại
| Số báo danh | Tên thứ tự                     | Vòng | Vòng | Vòng | Vòng | Vòng | Vòng | Vòng | Thứ hạng                    |
| Số báo danh | Tên thứ tự                     | 1    | 2    | 3    | 4    | 5    | 6    | 7    | Thứ hạng                    |
| ----------- | ------------------------------ | ---- | ---- | ---- | ---- | ---- | ---- | ---- | --------------------------- |
| *5          | Matang - Radabdaw Srirawong    | 51   | 27   | 38   | 75   | 58   | 80   | 76   | Winner                      |
| *6          | Ying - Linpitta Jindapu        | 3    | 7    | 10   | 0    | 2    | 6    | 24   | Runner-up                   |
| *7          | Grace - Kewalin Poolpreekrai   | 24   | 31   | 16   | 21   | 36   | 14   |      | Mini Concert 15 minutes     |
| *2          | Eak - Thanachot Kusumrotnanan  | 2    | 7    | 17   | 4    | 4    |      |      | OST. and Musical            |
| *3          | Jungjing - Prachaya Nangrak    | 11   | 19   | 5    | 0    |      |      |      | Music of Thongchai McIntyre |
| *8          | JJ - Passapong Koonkamjorn     | 1    | 2    | 14   |      |      |      |      | Duets with artists          |
| *4          | Pua - Kittipong Pluempredaporn | 3    | 7    |      |      |      |      |      | Thai Folk song              |
| *1          | May - Nuengrhythai Issaard     | 5    |      |      |      |      |      |      | Rock                        |

     Nam
     Nữ

## Mùa 12 (2016)

### Bảng thứ tự loại
| Số báo danh | Tên thí sinh                            | Vòng | Vòng | Vòng | Vòng | Vòng | Vòng | Vòng | Thứ hạng                               |
| Số báo danh | Tên thí sinh                            | 1    | 2    | 3    | 4    | 5    | 6    | 7    | Thứ hạng                               |
| ----------- | --------------------------------------- | ---- | ---- | ---- | ---- | ---- | ---- | ---- | -------------------------------------- |
| *8          | Big - Kritsada Jandee                   | 19   | 51   | 6    | 9    | 10   | 65   | 74   | Winner                                 |
| *3          | Pin - Pornchanok Liankattawa            | 7    | 25   | 8    | 10   | 25   | 15   | 26   | Runner-up                              |
| *6          | Jumbo - Worakrit Worakul                | 13   | 4    | 23   | 14   | 18   | 20   |      | 15-minute Mini Concert                 |
| *7          | Preen - Rawitsararat Phibulphanuwattana | 49   | 3    | 31   | 65   | 47   |      |      | Boy Kosiyapong's song & Thai Folk song |
| *5          | Net - Panutsaya Kittikathakul           | 0    | 4    | 1    | 2    |      |      |      | Duets with artists                     |
| *4          | Jenny - Ratiphan Phanphinit             | 10   | 9    | 31   |      |      |      |      | Legend of grammy                       |
| *1          | Namphueng - Thananya Rakkaew            | 1    | 4    |      |      |      |      |      | The Star Party                         |
| *2          | Tongtong - Kitsakorn Kanogtorn          | 1    |      |      |      |      |      |      | The song tells the person              |

     Nam
     Nữ

## Mùa 13 - The Star Idol (2021)

### Bảng thứ tự loại
| Số báo danh | Tên thí sinh                          | Thứ hạng vote | Thứ hạng vote | Thứ hạng vote | Thứ hạng vote | Thứ hạng vote | Thứ hạng vote | Thứ hạng                            |
| Số báo danh | Tên thí sinh                          | 1             | 2             | 3             | 4             | 5             | 6             | Thứ hạng                            |
| ----------- | ------------------------------------- | ------------- | ------------- | ------------- | ------------- | ------------- | ------------- | ----------------------------------- |
| *7          | Boom - Saharat Tiampan                | 2             | 1             | 2             | 2             | 2             |               | Winner                              |
| *4          | Poom - Phongratchata Chaisiwamongkhol | 5             | 5             | 5             | 4             | 1             |               | Runner-up                           |
| *3          | O - Natsuttha Saransiriborirak        | 7             | 6             | 1             | 1             | 3             |               | Ca khúc trăm triệu view & nhạc phim |
| *5          | Earn Earn - Fatima Dechawalikul       | 6             | 2             | 4             | 3             |               |               | Song ca với ca sĩ khách mời         |
| *8          | Copper - Dechawat Pradechapipat       | 1             | 4             | 3             |               |               |               | Dance                               |
| *6          | Korn - Palatt Chayutnitiroj           | 4             | 3             |               |               |               |               | Rock                                |
| *1          | Maddoc - Maddoc Davies                | 8             |               |               |               |               |               | Be Myself                           |
| *2          | Pim - Nitchaya Unonthakarn            | 3             |               |               |               |               |               | Be Myself                           |

     Nam
     Nữ

## Cuộc thi ca nhạc khác Thái Lan
- Academy Fantasia
- The Voice Thailand